# Teucholabis (Teucholabis) flavocincta
Teucholabis (Teucholabis) flavocincta is een tweevleugelige uit de familie steltmuggen (Limoniidae). De soort komt voor in het Neotropisch gebied.